# 日本発達障害連盟
公益社団法人日本発達障害連盟（にほんはったつしょうがいれんめい、英: Japan League on Developmental Disabilities）は、「開発途上国の発達障害者支援のため研究及び事業の実施並びに海外との交流等の事業を行うことにより、発達障害事業の進展を図るとともに、関係団体間の連絡、調整を図ることを目的とする」（定款第3条）団体である 。別名日本発達障害福祉連盟。
発達障害に関する年報『発達障害白書』を編集している。